# Jeanne d'Alcy
Jeanne d'Alcy, nascida Charlotte Lucie Marie Adèle Stephanie Adrienne Faës (Vaujours, 20 de março de 1865 - Versailles, 14 de outubro de 1956), foi uma atriz francesa do final do século XIX e início do século XX, uma das pioneiras do cinema. Era casada com outro pioneiro da sétima arte, o cineasta Georges Méliès.
Apareceu em filmes como Le Manoir du diable (1896), Jeanne d'Arc (1899) e Le Voyage dans la Lune (1902).

## Filmografia
- Le Manoir du diable (1896)[2]
- Escamotage d'une dame au théâtre Robert Houdin (1896) - Mulher
- Faust et Marguerite (1897)
- Après le bal (1897) - Mulher
- Pygmalion et Galathée (1898)
- Jeanne d'Arc (1899) - Jeanne d'Arc
- La Colonne de feu (1899) - Ayesha
- Cinderella (1899) - Fairy Godmother
- Cléopâtre (1899) - Cleopatra
- Nouvelles luttes extravagantes (1900)
- Barbe-bleue (1901) - Le nouvelle épouse de Barbe-bleue
- Le Voyage dans la Lune (1902) (não creditada)
- L'Enchanteur Alcofrisbas (1903)
- Le Grand Méliès (1952) - ela mesma